# Frank H. Funk
Frank Hamilton Funk, född 4 april 1869 i Bloomington i Illinois, död 24 november 1940 i Bloomington i Illinois, var en amerikansk politiker (republikan). Han var ledamot av USA:s representanthus 1921–1927.
Funk efterträdde 1921 Frank L. Smith som kongressledamot och efterträddes 1927 av Homer W. Hall. Han ligger begravd på Funk's Grove Cemetery i McLean County i Illinois.